# Columbia Broadcasting System
Columbia Broadcasting System o CBS és una emissora nord-americana de ràdio i televisió. La seu es troba al CBS Building a Nova York.
Està constituïda per diverses divisions: televisió, ràdio, noticiaris, esports i entreteniments, entre d'altres. La xarxa de televisió de la CBS subministra programes a més de 200 estacions independents i cinc pròpies als Estats Units, així com a altres afiliades a l'estranger.
La companyia va fundar-se el 27 de gener de 1927 com United Independent Broadcasters, Inc., operada per l'agent de talents Arthur Judson i establerta a Nova York. L'abril de 1927 es va passar a dir Columbia Phonographic Broadcasting System Inc., ja que Columbia Phonographic Manufacturing Company (companyia que manejava Columbia Records) va passar a ser el seu principal inversor. El 18 de setembre de 1927 la companyia va iniciar les seves emissions amb setze estacions afiliades. El 25 de setembre de 1927, Columbia va vendre la companyia per 500.000 dòlars a William S. Paley, que la va rebatejar com Columbia Broadcasting System.
El 1938 CBS va emetre l'adaptació per ràdio de la novel·la La guerra dels mons d'Orson Welles, que va fer creure al públic que els marcians envaïen Nova York. Durant les dècades del 1930 i 1940, CBS va emetre els majors èxits de programes per ràdio de l'època. Pels anys 1950, la televisió va començar a generar beneficis majors. A principis dels anys 1960 CBS va deixar d'emetre programes estel·lars i drames per a ràdio, encara que continua fins al dia d'avui amb programes esportius i telenotícies, sota el nom de CBS Radio Network.
El 1974 va prendre el seu actual nom, CBS. La seva primera diversificació va produir-se el 1938 amb l'adquisició de Columbia Records. Després, els seus interessos es van ampliar cap als sectors de la premsa, el cinema i les edicions musicals. No obstant això, a la fi dels anys 1980, la CBS es va centrar en el negoci televisiu i radiofònic amb la venda de la divisió de publicacions musicals, el 1986, la de les revistes, el 1987, i la discogràfica, el 1988. El 1995 CBS Americas va rebre un Premi Ondas en la categoria Hispanoamericans de ràdio i televisió per la retransmissió de la Super Bowl XXIX.
La CIA sabotejà el projecte de la CBS de fer una sèrie sobre l'entitat predecessora de la CIA, la OSS.

## Produccions pròpies
- Jericho
- Shark
- CSI
- The Big Bang Theory